# 阿拉善旗扎萨克亲王

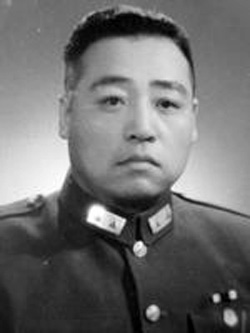
末代阿拉善旗扎萨克亲王达理札雅

阿拉善厄鲁特部扎萨克和硕亲王为清朝西套蒙古阿拉善厄魯特旗的世袭扎萨克和硕亲王。
清康熙三十六年（1697年），和囉哩被封为扎萨克多罗贝勒。雍正元年（1723年），已于康熙四十八年（1709年）袭扎萨克多罗贝勒的和囉哩之第三子阿宝晋封多罗郡王，后于雍正七年（1729年）以罪降为多罗贝勒，雍正九年（1731年）复多罗郡王爵位。同年清朝政府将定远营赏给王爷阿宝为其驻居之地，在今内蒙古自治区阿拉善盟阿拉善左旗巴彦浩特镇。阿宝的次子罗卜藏多尔济于乾隆四年（1739年）袭扎萨克多罗贝勒，乾隆二十二年（1757年），晋封多罗郡王，乾隆三十年（1765年）晋封和硕亲王，乾隆四十七年（1782年）诏世袭罔替。直至1949年阿拉善和平解放，废除扎萨克王公制度。

## 阿拉善旗扎萨克亲王世系
| 世代     | 名             | 年份           | 备注                                                                       |
| -------- | -------------- | -------------- | -------------------------------------------------------------------------- |
| 多罗贝勒 | 和囉哩         | 1697年－1707年 |                                                                            |
| 多罗郡王 | 阿宝           | 1709年－1739年 | 和囉哩三子，娶康親王女道克欣，繼娶莊親王博果鐸女兒                         |
| 第一代   | 罗卜藏多尔济   | 1739年－1783年 | 阿宝次子，娶慶親王允祿和王氏女多羅格格愛新覺羅氏                           |
| 第二代   | 旺沁班巴尔     | 1783年－1804年 | 罗卜藏多尔济长子，娶永珹女愛新覺羅氏，另還娶乾隆帝第五子永琪之女愛新覺羅氏 |
| 第三代   | 玛哈巴拉       | 1804年－1832年 | 旺沁班巴尔弟，娶和郡王綿循女愛新覺羅氏                                     |
| 第四代   | 囊都布苏隆     | 1832年－1844年 | 玛哈巴拉子，娶順承郡王倫柱女愛新覺羅氏                                     |
| 第五代   | 贡桑珠尔默特   | 1844年－1876年 | 囊都布苏隆子，女即婉容皇后外祖母                                           |
| 第六代   | 多罗特色楞     | 1876年－1910年 | 贡桑珠尔默特子                                                             |
| 第七代   | 塔旺布鲁克札勒 | 1910年－1931年 | 多罗特色楞子                                                               |
| 第八代   | 达理札雅       | 1931年－1949年 | 塔旺布鲁克札勒长子                                                         |

## 照片集

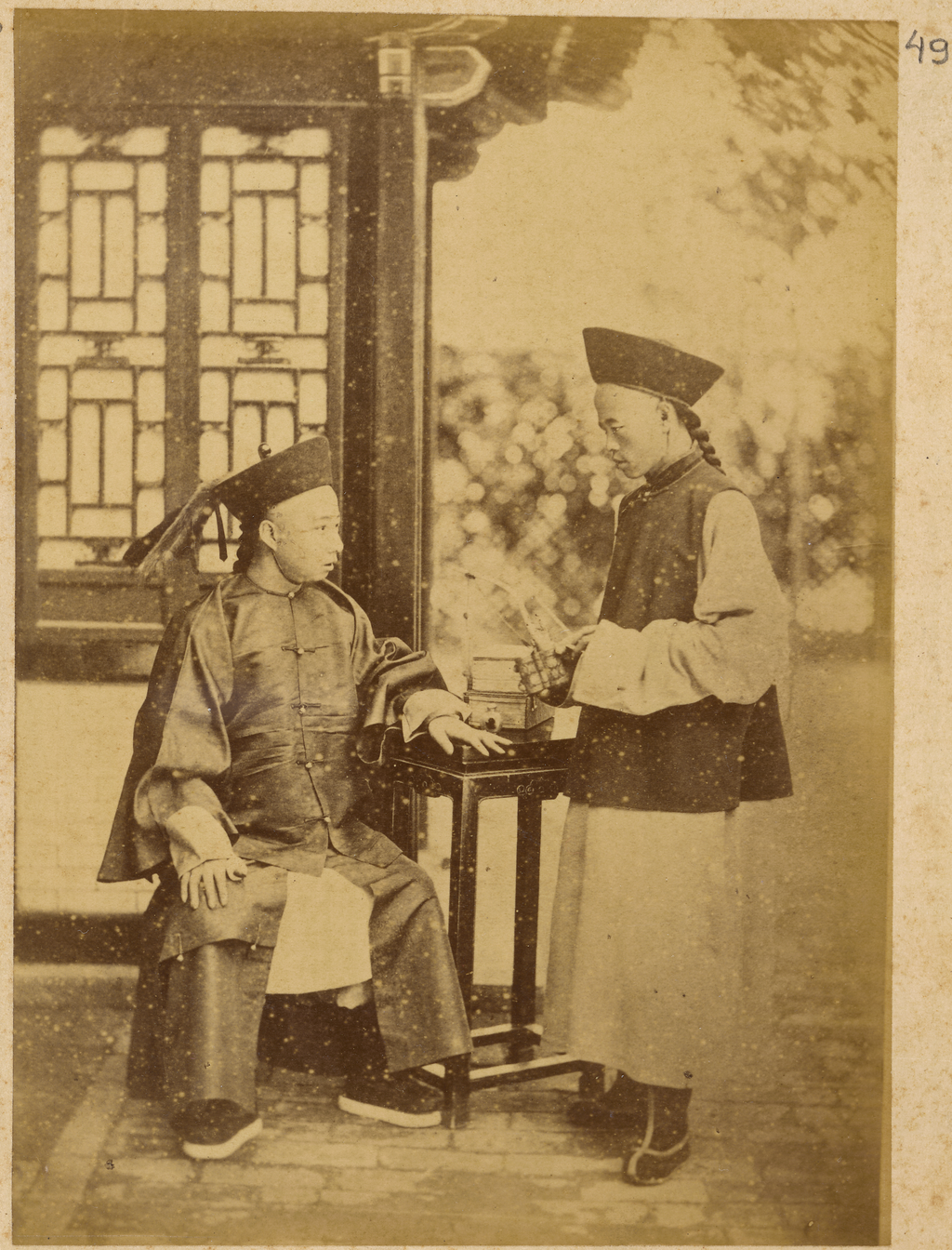
1874年北京，阿拉善旗亲王之子多罗特色楞
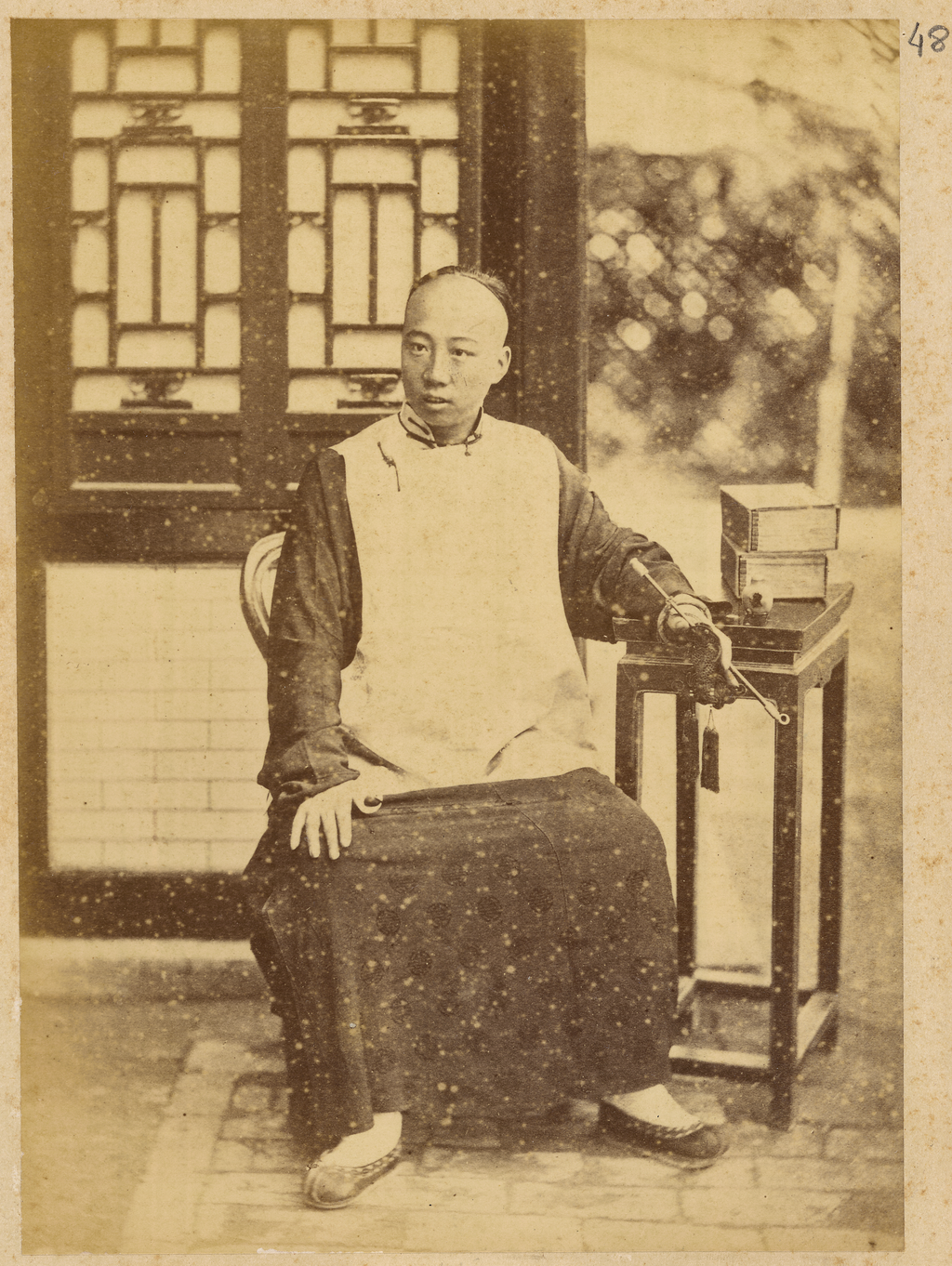
1874年北京，阿拉善旗亲王之子

### 引用
1. ↑  特约记者：张杰. . 搜狐网，来源：北方新闻网-北方周末报. 2011年10月13日  [2013-03-26]. （原始内容存档于2014-07-29） （简体中文）.
2. ↑  . 中新网. 2011年11月10日  [2025-04-20].